# Conversion des unités
Pour les articles homonymes, voir conversion et unité.
La conversion des unités est un ensemble d'opérations ou de tables qui permet de connaître les équivalences entre plusieurs systèmes d'unités, ou entre plusieurs multiples ou sous-multiples d'une même unité.
Cet article se focalise sur les équivalences entre les unités du Système international (SI) et les unités de mesure anglo-saxonnes.

## Légende
Les signes suivants sont utilisés dans la suite de l'article :
- ≡ : définition ;
- = : exactement égal ;
- ≈ : approximativement égal.

## Longueur
L'unité de base de longueur dans le Système international est le mètre (symbole m).

### Quelques multiples et sous-multiples du mètre
| unité | kilomètre (km) | hectomètre (hm) | décamètre (dam) | mètre (m) | décimètre (dm) | centimètre (cm) | millimètre (mm) | µm            |
| ----- | -------------- | --------------- | --------------- | --------- | -------------- | --------------- | --------------- | ------------- |
| km    | 1              | 10              | 100             | 1 000     | 10 000         | 100 000         | 1 000 000       | 1 000 000 000 |
| hm    | 0,1            | 1               | 10              | 100       | 1 000          | 10 000          | 100 000         | 100 000 000   |
| dam   | 0,01           | 0,1             | 1               | 10        | 100            | 1 000           | 10 000          | 10 000 000    |
| m     | 0,001          | 0,01            | 0,1             | 1         | 10             | 100             | 1 000           | 1 000 000     |
| dm    | 0,000 1        | 0,001           | 0,01            | 0,1       | 1              | 10              | 100             | 100 000       |
| cm    | 0,000 01       | 0,000 1         | 0,001           | 0,01      | 0,1            | 1               | 10              | 10 000        |
| mm    | 0,000 001      | 0,000 01        | 0,000 1         | 0,001     | 0,01           | 0,1             | 1               | 1 000         |

D'autres préfixes normalisés permettent d'obtenir des ordres de grandeurs plus grands ou plus petits.

### Équivalences entre SI et mesures anglo-saxonnes
| Nom                    | Nom anglais               | Symbole | Équivalence |
| ---------------------- | ------------------------- | ------- | --- |
| mètre                  | metre (GB) meter (US)     | m       | 1 m = 39,370 08 pouces 1 m = 3,280 840 pieds 1 m = 1,093 613 verges                                                      |
| centimètre             |                           | cm      | 1 cm = 0,01 m 1 cm = 0,393 700 8 po                                                                                      |
| fermi ou femtomètre    |                           |         | = 10-15 m |
| siegbahn               | X-unit                    | xu      | ≈ 1,000 002 1 × 10−13 m                                                                                                  |
| stigma                 | stigma                    |         | = 10-12 m = 1 pm |
| ångström               |                           | Å       | = 10-10 m = 0,1 nm |
| micromètre             |                           | µm      | ≡ 10-6 m = 1 µm |
|                        | twip                      | twp     | = 1/1 440 po ≈ 17,639 μm                                                                                                 |
|                        | mil; thou                 | mil     | = 0,001 po = 25,4 μm |
|                        | mickey                    |         | =1/200 po = 0,127 mm |
|                        | calibre                   | cal     | = 1/100 po = 0,254 mm |
| ligne                  | line                      | ln      | = 1/12 po ≈ 2,116 667 mm                                                                                                 |
| ligne (Paris)          |                           | l       | = 1/12 pi ≈ 2,255 829 mm                                                                                                 |
| grain d'orge           | barleycorn                |         | = 1/3 po ≈ 8,466 667 mm                                                                                                  |
| doigt                  | finger                    |         | = 7/8 po = 22,225 mm |
| pouce                  | inch                      | po      | = 2,54 cm |
| pouce (Français)       |                           | pof     | ≈ 27,069 949 mm |
|                        | stick                     |         | = 2 po = 50,8 mm |
| clou                   | nail                      |         | = 2 1/4 po = 57,15 mm |
| paume                  | palm                      |         | = 3 po = 76,2 mm |
| main                   | hand                      |         | = 4 po = 101,6 mm |
| doigt (tissu)          | finger (cloth)            |         | = 4 1/2 po = 114,3 mm |
| empan                  | span                      |         | = 6 po = 152,4 mm |
| chaînon                | link                      | chon    | = 7,92 po = 0,201 168 m                                                                                                  |
| chaîne                 | chain                     | ch      | = 100 chon = 61,928 22 pif = 66 pi = 20,116 8 m = 4 rd                                                                   |
| pied (Anglais)         | foot                      | pi      | = 12 po = 0,304 8 m |
| pied (Français)        |                           | pif     | = 0,324 840 6 m = 1,065 75 pi = 12,789 po                                                                                |
| coudée                 | cubit                     |         | = 18 po = 0,457 2 m |
| pas                    | pace                      |         | = 2 1/2 pi = 0,762 m |
| verge                  | yard                      | vg      | = 3 pi = 0,914 4 m |
| aune                   | ell                       |         | = 45 po = 1,143 m |
| aune (Français)        |                           |         | = 3 pi 7 po 10 ≈ 1,186 566 m                                                                                             |
| pas double             | double pace; millimile    |         | = 1/1 000 mi = 1,609 344 m                                                                                               |
| brasse; toise marine   | fathom                    | fm      | = 6 pi = 1,828 8 m (parfois = 1/1 000 NM = 1,852 m)                                                                      |
| toise (Français)       |                           | T       | = 6 pi ≈ 1,949 036 310 m                                                                                                 |
|                        | rod                       | rd      | = 16 1/2 pi = 15,482 05 pif = 5,029 2 m = 0,25 ch                                                                        |
| perche                 |                           | per     | = 18 pif = 19,183 5 pi = 5,847 130 8 m                                                                                   |
| corde                  | rope                      | cde     | = 20 pi = 6,096 m |
| arpent                 |                           | arp     | = 180 pif = 10 per = 191,835 pi = 58,471 308 m                                                                           |
| encablure              | cable length              |         | = 1/10 NM = 185,2 m |
| encablure (Royal Navy) | cable length (imperial)   |         | = 608 pi = 185,318 4 m                                                                                                   |
|                        | furlong                   | fur     | = 660 pi = 10 ch = 220 vg = 201,168 m                                                                                    |
| encablure (US Navy)    | cable length (U.S.)       |         | = 720 pi = 219,456 m |
| mille (terrestre)      | mile                      | mi      | = 5 280 pi = 1 609,344 m = 80 ch                                                                                         |
| mille marin            | nautical mile             | MN      | = 1 852 m = 6 076,115 pi                                                                                                 |
| mille marin (anglais)  | nautical mile (Admiralty) |         | = 6 080 pi = 1 853,184 m                                                                                                 |
| mille géographique     | geographical mile         |         | = 6 082 pi = 1 853,793 6 m                                                                                               |
| mille télégraphique    | telegraph mile            |         | = 6 087 pi = 1 855,317 6 m                                                                                               |
| lieue postale          |                           |         | = 2 000 T ≈ 3,898 072 620 km                                                                                             |
| lieue terrestre        |                           |         | = 2 280 T ≈ 4,443 802 786 km                                                                                             |
| lieue                  | league                    |         | = 3 mi = 4,828 032 km |
| unité astronomique     | astronomical unit         | ua      | = 149 597 870,691 ± 0,030 km                                                                                             |
| année-lumière          | light-year                |         | = c0 × 86 400 × 365,25 = 9,460 730 472 580 8 × 1015 m                                                                    |
| parsec                 |                           | pc      | ≈ 180 × 60 × 60/π ua ≈ 206 264,806 25 ua = 3,261 563 769 ± 6 × 10−10 années-lumière = 3,085 677 581 3 × 1016 ± 6 × 106 m |

## Superficie
| Nom           | Nom anglais     | Symbole | Équivalence                                                                                                  |
| ------------- | --------------- | ------- | --- |
| mètre carré   | square meter    | m2      | = 10,763 91 pi2 = 9,476 749 pif2 = 1,195 990 vg2 = 0,01 a                                                    |
| arpent carré  | (square) arpent | arp2    | = 32 400 pif2 = 100 per2 = 3 418,894 m2 = 36 800,667 225 pi2 = 34,188 94 a = 3,379 308 rood                  |
| pouce carré   | square inch     | po2     | = 6,451 6 cm2                                                                                                |
| pied carré    | square foot     | pi2     | = 144 po2 = 0,092 903 04 m2                                                                                  |
| verge carrée  | square yard     | vg2     | = 1 296 po2 = 9 pi2 = 0,836 127 36 m2                                                                        |
| perche carrée |                 | per2    | = 324 pif2 = 25,292 852 64 m2                                                                                |
| are           |                 | a       | = 100 m2 |
| chaîne carrée | square chain    | ch2     | = 4 356 pi2 = 404,685 642 24 m2 = 0,4 rood                                                                   |
| vergée        | rood            | rood    | = 10 890 pi2 = 2,5 ch2 = 0,295 918 5 arp2 = 0,101 171 410 56 ha                                              |
| acre          | acre            | ac      | = 43 560 pi2 = 38 351, 04 pif2 = 4 046,856 422 4 m2 = 10 ch2 = 4 rood = 1,183 674 arp2 = 0,404 685 542 24 ha |
| hectare       |                 | ha      | = 10 000 m2 = 100 a = 0,01 km2                                                                               |
|               | hide            |         | = 100 ac = 0,404 685 642 24 km2                                                                              |
| mille carré   |                 | mi2     | = 640 ac = 2,589 988 110 336 km2                                                                             |
| baronnie      | barony          |         | = 4 000 ac = 16,187 425 689 6 km2                                                                            |
| commune       | township        |         | = 36 mi2 = 93,239 571 972 096 km2                                                                            |
| canton        | township        |         | = 100 mi2 = 342,990 4 km2                                                                                    |

## Volume - capacité
| Nom                                             | Nom anglais                               | Symbole      | Équivalence                                                 |
| ----------------------------------------------- | ----------------------------------------- | ------------ | ----------------------------------------------------------- |
| mètre cube                                      | cubic metre                               | m3           | ≡ 1 000 L                                                   |
| litre                                           | litre                                     | L, l         | ≡ 1 dm3 = 0,001 m3                                          |
| Pied planche                                    | board foot                                | ??           | ≡ 0,002 360 m3 ou stères = 2,360 litres                     |
| Corde (unité)                                   | cord                                      | ??           | ≡ 128 pieds cubes ou (≈3,62 m3) en Amérique du Nord         |
|                                                 | lambda                                    | λ            | ≡ 1 mm3 = 1 μL                                              |
| dram, drachm, verre à liqueur (UK)              | dram (Imperial fluid) ; Imperial fluidram | fl dr        | ≡ 1/8 fl oz = 3,551 632 812 500 0 ml                        |
| dram, drachm, verre à liqueur (US)              | dram (U.S. fluid) ; U.S. fluidram         | fl dr        | ≡ 1/8 US fl oz = 3,696 691 195 312 5 ml                     |
| cuillerée à thé (canadienne)                    | teaspoon (Canadian)                       | tsp          | ≡ 1/6 fl oz ≈ 4,735 510 416 667 ml                          |
| cuillerée à thé (US)                            | teaspoon (U.S.)                           | tsp          | ≡ 1/6 US fl oz = 4,928 921 593 75 ml                        |
| cuillère à café (métrique)                      | teaspoon (metric)                         |              | ≡ 5 cm3 ≡ 5 ml                                              |
| cuillère à dessert                              |                                           |              | ≡ 2 cuillères à café                                        |
| cuillère comble (poudre)                        |                                           |              | ≡ 2 cuillères rases (liquide)                               |
| petite cuillerée romaine (ligula)               |                                           |              | ≡ 1/48 setier ≈ 11,25 ml                                    |
| cuillerée à table (canadienne)                  | tablespoon (Canadian)                     | tbsp         | ≡ 1/2 fl oz = 14,206 531 25 ml                              |
| cuillerée à table (américaine)                  | tablespoon (U.S.)                         | tbsp         | ≡ 1/2 US fl oz = 14,786 764 781 25 ml                       |
| cuillère à soupe (métrique)                     | tablespoon (metric)                       |              | ≡ 15 cm3 ≡ 15 ml ≡ 3 cuillères à café                       |
| cuillerée à table (impériale)                   | tablespoon (Imperial)                     | tbsp         | ≡ 5/8 fl oz = 17,758 164 062 5 ml                           |
| pouce cube                                      | cubic inch                                | cu in        | ≡ 1 in3 = 16,387 064 ml                                     |
| once liquide (impériale)                        | fluid ounce (Imperial)                    | fl oz (Imp)  | ≡ 1/160 gal (Imp) = 28,413 062 5 ml                         |
| once liquide (américaine)                       | ounce (U.S. fluid)                        | fl oz (US)   | ≡ 1/128 gal (US) = 29,573 529 562 5 ml                      |
| cuillerée moyenne romaine (cyathus)             | ciate (Roman)                             |              | ≡ 1/12 setier ≈ 45 ml                                       |
| grande cuillerée romaine (acetabulum)           | acetabul (Roman)                          |              | ≡ 1/8 setier ≈ 67,5 ml                                      |
| roquille (américaine)                           | gill (U.S.)                               | gi           | ≡ 4 fl oz (US) = 118,294 118 25 ml                          |
| quart romain                                    | quart (Roman)                             |              | ≡ 1/4 setier ≈ 135 ml                                       |
| roquille (impériale)                            | gill (Imperial); noggin                   | gi; nog      | ≡ 5 fl oz = 142,065 312 5 ml                                |
| tasse (canadienne)                              | cup (Canadian)                            | c            | ≡ 8 fl oz = 227,304 5 ml                                    |
| tasse (américaine)                              | cup (U.S.)                                | c            | ≡ 8 fl oz (US) = 1/2 chopine américaine = 236,588 236 5 ml  |
| tasse (métrique)                                | cup (metric)                              | c            | ≡ 250 ml                                                    |
| hémine romaine                                  | gemin (Roman)                             |              | ≡ 1/2 setier ≈ 270 ml                                       |
| demiard                                         | cup (Imperial)                            | c            | ≡ 10 fl oz = 1/2 pt (Imp) = 1/4 qt (Imp) = 284,130 625 ml   |
| pinte américaine (chopine américaine au Québec) | pint (U.S. fluid)                         | pt (US fl)   | ≡ 16 fl oz (US) = 473,176 473 ml                            |
| setier romain                                   | sextary (Roman)                           |              | ≡ 1/6 conge ≈ 540 ml                                        |
| pinte américaine (matière sèche)                | pint (U.S. dry)                           | pt (US dry)  | ≡ 1/64 bu (US lvl) = 550,610 471 357 5 ml                   |
| pinte impériale (chopine au Québec)             | pint (Imperial)                           | pt (Imp)     | ≡ 20 fl oz (Imp) = 568,261 25 ml                            |
| quart américain (pinte américaine au Québec)    | quart (U.S. fluid)                        | qt (US fl)   | ≡ 1/4 gal (US) = 0,946 352 946 l                            |
| quart américain (matière sèche)                 | quart (U.S. dry)                          | qt (US dry)  | ≡ 1/32 bu (US lvl) = 1/4 gal (US dry) = 1,101 220 942 715 l |
| quart impériale (pinte au Québec)               | quart (Imperial)                          | qt (Imp)     | ≡ 40 fl oz (Imp) = 1,136 522 5 l                            |
| conge romain                                    | kognee (Roman)                            |              | ≈ 3,24 l (fluide)                                           |
| gallon américain                                | gallon (U.S. fluid)                       | gal (US)     | ≡ 231 cu in = 3,785 411 784 l                               |
| gallon américain (matière sèche)                | gallon (U.S. dry)                         | gal (US dry) | ≡ 1/8 bu (US lvl) = 4,404 883 770 86 l                      |
| gallon impérial                                 | gallon (Imperial)                         | gal (Imp)    | ≡ 4,546 09 l                                                |
| muid romain                                     |                                           |              | ≡ 16 conges ≈ 8,64 l (sec)                                  |
| urne romaine                                    | urn (Roman)                               |              | ≡ 24 setiers ≈ 12,96 l (fluide)                             |
| boisseau romain                                 | bushel (Roman)                            |              | ≡ 3 muids ≈ 25,92 l (sec)                                   |
| amphore romaine                                 | amphora (Roman)                           |              | ≡ 2 urnes ≈ 25,92 l (fluide)                                |
| pied cube                                       | cubic foot                                | cu ft        | ≡ 1 728 cu in = 28,316 846 592 l                            |
| boisseau américain                              | bushel (U.S. dry level)                   | bu (US lvl)  | ≡ 2 150,42 cu in = 35,239 070 166 88 l                      |
| boisseau impérial                               | bushel (Imperial)                         | bu (Imp)     | = 36,368 72 l                                               |
| boisseau américain (matière sèche)              | bushel (U.S. dry heaped)                  | bu (US heap) | ≡ 1 1/4 bu (US lvl) = 44,048 837 708 6 l                    |
| baril de pétrole                                | barrel (U.S. oil)                         | bl           | ≡ 42 gal (US) = 158,987 294 928 l                           |
| baril                                           | barrel (Imperial)                         | bl (Imp)     | ≡ 36 gal (Imp) = 163,659 24 l                               |
| outre romaine                                   | kulee; dolee (Roman)                      |              | ≡ 20 amphores ≈ 518,4 l (fluide)                            |
| verge cube                                      | cubic yard                                | cu yd        | ≡ 27 cu ft = 0,764 554 857 984 m3                           |
| tonneau de mer                                  | freight ton                               |              | ≡ 40 cu ft = 1,132 673 863 68 m3                            |
| tonneau de douane                               | load                                      |              | ≡ 50 cu ft = 1,415 842 329 6 m3                             |
| tonneau de jauge                                | register ton                              |              | ≡ 100 cu ft = 2,831 684 659 2 m3                            |
| stère (de bois, mot masculin)                   |                                           | st           | ≡ du bois fendu empilé dans un volume de 1 m3               |

## Angle
| Nom                       | Nom anglais              | Symbole  | Équivalence                           | Remarque                                                          |
| ------------------------- | ------------------------ | -------- | ------------------------------------- | ----------------------------------------------------------------- |
| radian                    |                          | rad      | ≡ 1 m/m                               | L'unité de mesure d'angle plan est une grandeur sans dimension.   |
| stéradian                 |                          | sr       | ≡ 1 m2/m2                             | L'unité de mesure d'angle solide est une grandeur sans dimension. |
| seconde centésimale d'arc | centesimal second of arc | ″        | ≡ 1 gr/10 000 ≈ 1,570 796 µrad        |                                                                   |
| seconde d'arc             | second of arc            | ″        | ≡ 1°/3 600 ≈ 4,848 137 µrad           |                                                                   |
| minute centésimale d'arc  | centesimal minute of arc | ′        | ≡ 1 gr/100 ≈ 0,157 080 mrad           |                                                                   |
| minute d'arc              | minute of arc            | ′        | ≡ 1°/60 ≈ 0,290 888 mrad              |                                                                   |
| mil angulaire             | angular mil              | µ        | ≡ 2π/6 400 rad ≈ 0,981 748 mrad       |                                                                   |
| grade                     | gradian; gon             | gr       | ≡ 2π/400 rad = 0,9° ≈ 15,707 963 mrad |                                                                   |
| degré                     | degree                   | °        | ≡ π/180 rad ≈ 17,453 293 mrad         |                                                                   |
| signe                     | sign                     |          | ≡ 30° ≈ 0,523 599 rad                 |                                                                   |
| octant                    | octant                   |          | ≡ 45° ≈ 0,785 398 rad                 |                                                                   |
| sextant                   | sextant                  |          | ≡ 60° ≈ 1,047 198 rad                 |                                                                   |
| quadrant                  | quadrant                 |          | ≡ 90° ≈ 1,570 796 rad                 |                                                                   |
| cycle ou tour             |                          | cy ou tr | ≡ 2π rad                              | Utilisé pour exprimer les fréquences et vitesses de rotation.     |

Remarques :
- Le stéradian est une grandeur sans dimension ; abolie par le SI en 1982, elle reste très usitée, et fait encore partie de la définition du lumen.

## Masse
| Nom                               | Nom anglais                 | Symbole                  | Équivalence                            |
| --------------------------------- | --------------------------- | ------------------------ | -------------------------------------- |
| kilogramme                        | kilogram                    | kg                       | Unité de base du SI                    |
| gramme                            |                             | g                        | Unité de base du système CGS = 10−3 kg |
| gamma                             | gamma                       | γ                        | ≡ 1 μg                                 |
| grain                             | grain                       | gr                       | ≡ 64,798 91 mg                         |
| carat métrique                    | carat (metric)              | ct                       | ≡ 200 mg                               |
| carat                             | carat                       | kt                       | ≡ 3 1/6 gr ≈ 205,196 548 333 mg        |
| once                              | ounce (avoirdupois)         | oz                       | ≡ 1/16 lb = 28,349 523 125 g           |
| once troy                         | ounce (troy)                | oz (troy)                | ≡ 31,103 476 8 g                       |
| livre                             | pound (avoirdupois)         | lb (« lbm » en physique) | ≡ 1 lb = 0,453 592 37 kg               |
| quintal court                     | short hundredweight; cental | sh cwt                   | ≡ 100 lb av = 45,359 237 kg            |
| quintal long                      | long hundredweight          | long cwt                 | ≡ 112 lb av = 50,802 345 44 kg         |
| quintal métrique                  | quintal (metric)            |                          | ≡ 100 kg                               |
| kip                               | kip                         | kip                      | ≡ 1 000 lb av = 453,592 37 kg          |
| tonne courte                      | short ton                   | sh tn                    | ≡ 2 000 lb = 907,184 74 kg             |
| tonne                             | tonne                       | t                        | = 1 000 kg                             |
| tonne longue                      | long ton                    | long tn                  | ≡ 2 240 lb = 1 016,046 908 8 kg        |
| dalton ou unité de masse atomique | dalton ou atomic mass unit  | Da ou u ou uma           | ≡ 1,660 54 × 10−27 kg                  |

Remarque :
- Le carat (des joailliers) est une unité de masse utilisée dans le commerce des diamants, des perles fines et des pierres précieuses. Le carat (des bijoutiers) est également une unité de mesure de la proportion volumique d'or fin contenu dans un objet en or.

## Temps
| Nom               | Nom anglais   | Symbole | Équivalence                          |
| ----------------- | ------------- | ------- | ------------------------------------ |
| seconde           | second        | s       | (Unité de base du SI et du CGS)      |
| temps de Planck   | Planck time   |         | ≡ (Gℏ/c5)½ ≈ 5,391 06 × 10−44 s      |
|                   | svedberg      | S       |                                      |
|                   | shake         |         | ≡ 10-8 s = 10 ns                     |
|                   | sigma         |         | ≡ 10-6 s = 1 μs                      |
| année grégorienne | year          |         | ≡ 365,242 5 j = 31 556 952 s         |
| année sidérale    | Sidereal year |         | ≡ 365,256 363 j = 31 558 149,763 2 s |

## Vitesse et accélération
| Nom                      | Nom anglais                        | Symbole  | Équivalence                     |
| ------------------------ | ---------------------------------- | -------- | ------------------------------- |
| Vitesse                  |                                    |          |                                 |
| mètre par seconde        | metre per second                   | m/s      | ≡ 1 m/s                         |
| nœud                     | knot                               | nd ou kn | ≡ 1 M/h = 1,852 km/h            |
| nœud                     | knot (Admiralty)                   | kn       | ≡ 1 NM (Adm)/h = 1,853 184 km/h |
| Accélération             |                                    |          |                                 |
| mètre par seconde carrée | metre per second square            | m/s2     | ≡ 1 m/s2                        |
| gravité                  | standard acceleration of free fall | gn       | ≡ 9,806 65 m/s2                 |
| gal                      | galileo                            | Gal      | ≡ 1 cm/s2 = 0,01 m/s2           |

## Force
| Nom                                | Nom anglais    | Symbole         | Équivalence                                |
| ---------------------------------- | -------------- | --------------- | ------------------------------------------ |
| newton                             | newton         | N               | ≡ 1 kg m/s2                                |
| dyne (CGS)                         |                | dyn             | ≡ 1 g cm/s2 = 10-5 N                       |
| sthène                             |                | sn              | ≡ 1 t m/s2 = 103 N                         |
| gravet (gramme-force)              |                | gf              | ≡ 1 g × gn = 9,806 65 mN                   |
|                                    | poundal        | pdl             | ≡ 1 lb ft/s2 = 0,138 254 954 376 N         |
|                                    | ounce-force    | ozf             | ≡ 1 oz av × gn = 0,278 013 850 953 781 2 N |
|                                    | pound-force    | lbf             | ≡ 1 lb av × gn = 4,448 221 615 260 5 N     |
| kilopond (kilogramme-force; grave) |                | kp ; kgf        | ≡ 1 kg × gn = 9,806 65 N                   |
|                                    | kip; kip-force | kip; kipf; klbf | ≡ 1 kip × gn = 4,448 221 615 260 kN        |
|                                    | ton-force      | tnf             | ≡ 1 sh tn × gn = 8,896 443 230 521 kN      |

## Puissance
| Nom                   | Nom anglais | Symbole | Équivalence                                 |
| --------------------- | ----------- | ------- | ------------------------------------------- |
| watt                  | watt        | W       | ≡ 1 J s−1 = 1 V A = 1 N m s−1 = 1 kg m2 s−3 |
| erg par seconde (CGS) |             |         | ≡ 1 g cm2 s−3 = 10-7 W                      |

## Pression
| Nom                            | Nom anglais           | Symbole     | Équivalence                                                |
| ------------------------------ | --------------------- | ----------- | ---------------------------------------------------------- |
| pascal                         | pascal                | Pa          | ≡ 1 N/m2                                                   |
| barye (CGS)                    |                       | ba          | ≡ 1 dyn/cm2 = 0,1 Pa                                       |
| millimètre de mercure          | millimetre of mercury | mmHg        | ≡ 1 torr ≈ 1 mm × 13 595,1 kg/m3 × gn ≈ 133,322 368 421 Pa |
| millimètre d'eau               | millimetre of water   | mmAq; mmH2O | ≡ 1 mmAq = 9,806 65 Pa                                     |
| torr                           | torr                  | Torr        | ≡ 101 325/760 Pa ≈ 133,322 368 421 Pa                      |
| livre par pouce carré          | pound per square inch | psi         | ≡ 1 lb av × gn / 1 sq in ≈ 6 894,757 293 168 Pa            |
| livre par pouce carré absolu   | pound per square inch | psia        | ≡ 1 psi                                                    |
| livre par pouce carré relative | pound per square inch | psig        | ≡ 1 psi + pression locale                                  |
| livre par pied carré           | pound per square foot | psf         | ≡ 1 lb av × gn / 1 sq ft ≈ 47,9 Pa                         |
| bar                            | bar                   | bar         | ≡ 100 000 Pa ≡ 102 kPa                                     |
| pièze                          | pièze                 | pz          | ≡ 1 000 Pa                                                 |
| atmosphère                     | atmosphere            | atm         | ≡ 101 325 Pa                                               |
| atmosphère technique           | technical atmosphere  | at          | ≡ 98 066 Pa                                                |
| bel                            | bel                   | B           | ≡ log10(P / P0) = 10 dB                                    |
| décibel                        | decibel               | dB          | = 0,1 B =10 log10(P / P0)                                  |

Remarques:
- le bel est une unité sans dimension; étant mathématiquement le rapport entre deux valeurs de même grandeur, l'opération de son calcul compense les dimensions en jeu. Il peut être utilisé pour exprimer n'importe quel rapport de pression (électricité, acoustique…)
- dans certains domaines particuliers, on ne définit pas le bel, mais le décibel
- dans les domaines où le bel est utilisé pour exprimer un rapport de puissance, la puissance étant le plus souvent proportionnelle au carré de la pression, le décibel sera défini comme étant le vingtième du bel, soit dB = B / 20 = 20 log (P/P0)

## Température
| Nom              | Nom anglais       | Symbole | Équivalence            |
| ---------------- | ----------------- | ------- | ---------------------- |
| kelvin           | kelvin            | K       | (Unité de base du SI)  |
| degré Celsius    | degree Celsius    | °C      | T[°C] = T[K] - 273,15  |
| Degré Fahrenheit | degree Fahrenheit | °F      | T[°C]=5/9 (T[°F] - 32) |
| Rankine          | degree Rankine    | °Ra     | T[K]=5/9 T[°Ra]        |
| Réaumur          | degree Reaumur    | °Ré     | T[°C]=5/4 T[°Ré]       |

## Énergie
| Nom                                        | Nom anglais                  | Symbole         | Équivalence                                                     |
| ------------------------------------------ | ---------------------------- | --------------- | --------------------------------------------------------------- |
| joule                                      | joule                        | J               | ≡ 1 kg m2 s−2 = 1 W s                                           |
|                                            | rydberg                      | Ry              | ≡ R∞ × h × c ≈ 2,179 872 × 10−18 J                              |
|                                            | hartree                      | Eh              | ≡ 2 Ry ≈ 4,359 744 × 10−18 J                                    |
| erg (CGS)                                  | erg                          | erg             | ≡ 1 g cm2 s−2 = 10-7 J                                          |
| électron-volt                              | electronvolt                 | eV              | ≡ 1,602 176 53 × 10−19 J                                        |
| calorie thermochimique                     | thermochemical calorie       | calth           | ≡ 4,184 J                                                       |
| calorie 15 °C                              | calorie (15 °C)              | cal15           | ≡ 4,185 5 J                                                     |
| calorie I.T.                               | calorie (international)      | calIT           | ≡ 4,186 8 J                                                     |
| British thermal unit (thermochimique)      | British thermal unit         | BTUth           | ≡ 1 lb av calth °F / g °C = 9 489,152 380 4 ÷ 9 J ≈ 1 054,350 J |
| British thermal unit (ISO)                 | British thermal unit (ISO)   | BTUISO          | ≡ 1 054,5 J                                                     |
| British thermal unit (63 °F)               | British thermal unit (63 °F) | BTU63 °F        | ≈ 1 054,6 J                                                     |
| British thermal unit (60 °F)               | British thermal unit (60 °F) | BTU60 °F        | ≈ 1 054,68 J                                                    |
| British thermal unit (59 °F)               | British thermal unit (59 °F) | BTU59 °F        | ≡ 1 054,804 J                                                   |
| British thermal unit (International Table) | British thermal unit (IT)    | BTUIT           | ≡ 1 lb av calIT °F / g °C = 1 055,055 852 62 J                  |
| British thermal unit (moyen)               | British thermal unit (mean)  | BTUmoyen        | ≈ 1 055,87 J                                                    |
| British thermal unit (39 °F)               | British thermal unit (39 °F) | BTU39 °F        | ≈ 1 059,67 J                                                    |
| frigorie (15 °C)                           |                              | fg              | ≡ -1 kcal15 °C = -4 185,5 J                                     |
| kilowatt-heure                             | Board of Trade Unit          | kWh ou B.O.T.U. | ≡ 1 kW × 1 h = 3 600 000 J                                      |
| thermie                                    |                              | th              | ≡ 106 calIT = 4 186 800 J                                       |
| therm américain                            | therm (U.S.)                 |                 | ≡ 100 000 BTU (59 °F) = 1,054 804 × 108 J                       |
| therm européen                             | therm (E.C.)                 |                 | ≡ 100 000 BTU (IT) = 1,055 055 852 62 × 108 J                   |
| tonne de TNT                               | tonne of TNT                 |                 | ≡ 1 000 th = 4,186 8 × 109 J = 0,1 tep                          |
| tonne équivalent charbon                   | tonne of coal equivalent     | tec             | ≡ 7 000 th = 2,930 76 × 1010 J = 0,7 tep                        |
| tonne équivalent pétrole                   | tonne of oil equivalent      | tep             | ≡ 10 000 th = 4,186 8 × 1010 J                                  |

Remarques :
- 1 000 m3 de gaz naturel équivalent à 0,9 tep.
- La masse volumique du pétrole varie entre 860 et 880 kg/m3.

## Viscosité
| Nom                            | Nom anglais                    | Symbole | Équivalence                                 |
| ------------------------------ | ------------------------------ | ------- | ------------------------------------------- |
| Viscosité dynamique            |                                |         |                                             |
| poiseuille                     |                                | Pl      | ≡ 1 kg m−1 s−1 = 1 Pa s                     |
| reyn                           | reyn                           |         | ≡ 144 lbf s/sq ft ≈ 6 894,757 293 168 36 Pl |
| slug par pied-seconde          | slug per foot-second           |         | ≡ 1 lbf s/sq ft ≈ 47,880 258 980 335 9 Pl   |
| livre par pied-seconde         | pound per foot-second          |         | ≡ 1 lb/ft s ≈ 1,488 163 943 569 55 Pl       |
| poundal-seconde par pied carré | poundal-second per square foot |         | ≡ 1 pdl s/sq ft ≈ 1,488 163 943 569 55 Pl   |
| poise (CGS)                    | poise                          | P       | ≡ 1 g cm−1 s−1 = 0,1 Pl                     |
| Viscosité cinématique          |                                |         |                                             |
| mètre carré par seconde        | square metre per second        | m2⋅s-1  | ≡ 1 m2 s−1                                  |
| stokes                         | stokes                         | St      | ≡ 1 cm2 s−1 =10−4 m2 s−1                    |

## Radioactivité
| Nom                                             | Nom anglais             | Symbole | Équivalence        |
| ----------------------------------------------- | ----------------------- | ------- | ------------------ |
| Intensité d'une source de rayonnement ionisant  |                         |         |                    |
| becquerel                                       | becquerel               | Bq      | ≡ 1 s-1            |
| curie                                           | curie                   | Ci      | ≡ 3,7 × 1010 Bq    |
| Dose de rayonnement ionisant - Effet physique   |                         |         |                    |
| gray                                            |                         | Gy      | ≡ 1 J/kg           |
| rad                                             |                         | rd      | ≡ 0,01 Gy          |
| röntgen                                         | roentgen                | R       | ≡ 2,58 × 10−4 C/kg |
| Dose de rayonnement ionisant - Effet biologique |                         |         |                    |
| sievert                                         | sievert                 | Sv      | ≡ 1 J/kg           |
| rem                                             | Roentgen Equivalent Man | rem     | ≡ 0,01 Sv          |

## Lumière
| Nom     | Nom anglais | Symbole | Équivalence              |
| ------- | ----------- | ------- | ------------------------ |
| candela | candela     | cd      | (Unité de base du SI)    |
| lumen   | lumen       | lm      | ≡ 1 cd sr                |
| lux     | lux         | lx      | ≡ 1 lm m−2 = 1 cd sr m−2 |

## Électricité
| Nom                | Nom anglais | Symbole | Équivalence                                                            |
| ------------------ | ----------- | ------- | ---------------------------------------------------------------------- |
| ampère             | ampere      | A       | (Unité de base du SI)                                                  |
| volt               | volt        | V       | ≡ 1 W A−1 = 1 J C−1 = 1 N m A−1 s−1 = 1 kg m2 A−1 s−3                  |
| henry              | henry       | H       | ≡ 1 V A−1 s = 1 m2 kg s−2 A−2                                          |
| coulomb            |             | C       | ≡ 1 s A                                                                |
| ampère-heure       |             | Ah      | ≡ 1 h A ≡ 3 600 C                                                      |
| charge élémentaire |             | e       | ≡ 1,602 176 620 8(98) × 10−19 C                                        |
| tesla              |             | T       | ≡ 1 Wb m−2 = 1 kg s−2 A−1= 1 N A−1 m−1 = 1 kg s−1 C−1                  |
| gauss (CGS)        |             | Gs      | ≡ 1 Mx cm−2 ≈ 10-4 T                                                   |
| gamma              |             |         | ≡ 10-9 T = 1 nT                                                        |
| maxwell (CGS)      |             | Mx      | (unité de base dans le Système CGS) 1 Mx ≈ 10-8 Wb                     |
| weber              |             | Wb      | ≡ 1 m2 kg s−2 A−1                                                      |
| œrsted (CGS)       |             | Oe      | (unité dans le CGS) 1 Oe ≈ 103 × (4π)-1 A/m ≈ 79,577 471 545 947 A m−1 |

Remarques :
- l'approximation permettant de poser 1 T ≈ 104 Gs est expliquée dans la page sur le gauss.
- l'approximation permettant de poser 1 Mx ≈ 10-8 Wb est expliquée dans la page sur le maxwell

## Matière
| Nom  | Nom anglais | Symbole | Équivalence         |
| ---- | ----------- | ------- | ------------------- |
| mole | mole        | mol     | unité de base du SI |